# Prochoristis lophopedalis
Prochoristis lophopedalis là một loài bướm đêm trong họ Crambidae.